# Прато-Карніко
Прато-Карніко (італ. Prato Carnico) — муніципалітет в Італії, у регіоні Фріулі-Венеція-Джулія,  провінція Удіне.
Прато-Карніко розташоване на відстані близько 520 км на північ від Рима, 125 км на північний захід від Трієста, 60 км на північний захід від Удіне.

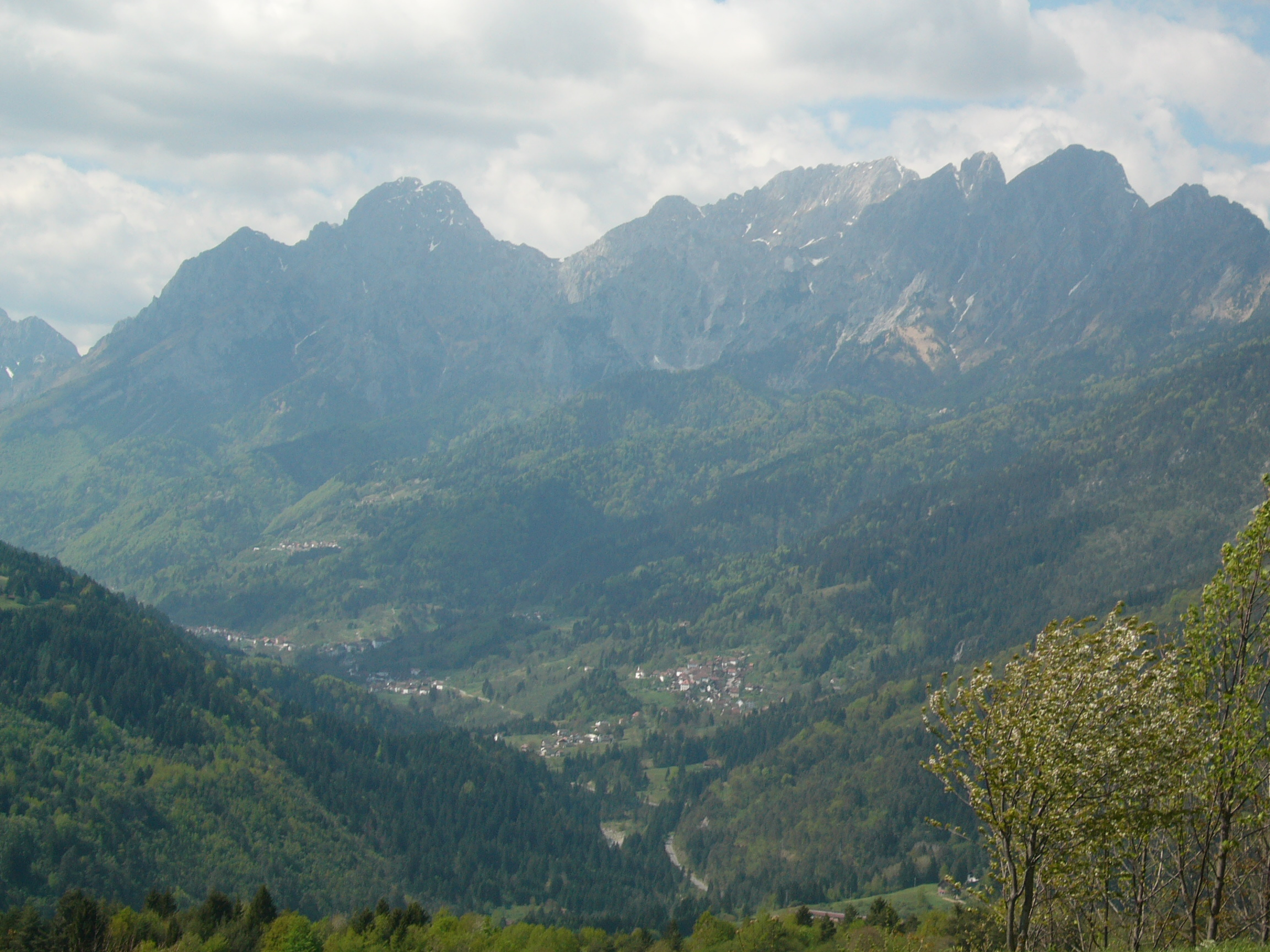

Населення — 907 осіб (2014).

## Демографія
Населення за роками:

Станом на 1 січня 2023 року в муніципалітеті офіційно проживав 21 іноземець з 7 країн, серед них 11 громадян країн Євросоюзу та 5 громадян України.

## Уродженці
- Енцо Кончина (*1962) — канадський футболіст, захисник, згодом — футбольний тренер.

## Сусідні муніципалітети
- Комельянс
- Форні-Авольтрі
- Оваро
- Риголато
- Саппада
- Саурис
- Віго-ді-Кадоре